# Susan Thomas, Baroness Thomas of Walliswood
Susan Petronella Thomas, Baroness Thomas of Walliswood OBE DL (geborene Fordham-Arrow; * 20. Dezember 1935; † 6. Oktober 2023 in Chicester) war eine britische Politikerin der Liberal Democrats, die von 1994 bis 2016 Mitglied des House of Lords war.

## Leben

### Erfolglose Unterhauskandidaturen und Engagement in der Grafschaft Surrey
Nach dem Schulbesuch studierte sie Geschichte an der Lady Margaret Hall der University of Oxford und schloss dieses Studium 1957 mit einem Bachelor of Arts (B.A. History) ab. Nach der Eheschließung und der Kindererziehung arbeitete sie zwischen 1971 und 1974 beim National Economic Development Council (NEDC) sowie anschließend bis 1978 als Geschäftsführerin des Verbandes der britischen Bekleidungsindustrie, ehe sie von 1978 bis 1985 Rektorin einer Schule war.
Bei den Unterhauswahlen am 9. Juni 1983 sowie am 11. Juni 1987 kandidierte sie jeweils erfolglos für die Liberal Alliance im Wahlkreis Mole Valley für einen Sitz im House of Commons.
1985 wurde sie Mitglied des Rates der Grafschaft Surrey, dem sie bis 1997 angehörte. Zwischen 1993 und 1996 war sie dessen Vize-Vorsitzende und dann zwischen 1996 und 1997 dessen Vorsitzende. Daneben war sie von 1989 bis 1992 Mitglied des Gemeindegesundheitsrates von East Surrey und danach bis 1996 Direktorin des Trust für das East Surrey-Krankenhaus und die Gemeindliche Gesundheitspflege (East Surrey Hospital and Community Healthcare Trust). Zugleich war sie zwischen 1993 und 1996 Vorsitzende des Fernstraßen- und Verkehrskomitees der Grafschaft sowie von 1993 und 1997 Repräsentantin der Grafschaft Surrey in der Vereinigung der Grafschaftsräte.

### Oberhausmitglied
1994 wurde sie als Life Peeress mit dem Titel Baroness Thomas of Walliswood, of Dorking in the County of Surrey, in den Adelsstand erhoben und gehörte seither als Mitglied dem House of Lords an.
Während ihrer langjährigen Mitgliedschaft im Oberhaus war sie zunächst von 1994 bis 2001 Sprecherin der Fraktion der Liberal Democrats für Verkehr und anschließend bis 2006 für Frauenangelegenheiten. Zugleich wurde sie im Januar 1996 Deputy Lieutenant der Grafschaft Surrey und war zwischen 1997 und 2004 Mitglied des Bewährungsausschusses von Surrey.
Baroness Thomas, die zeitweise auch Präsidentin der Frauenvereinigung ihrer Partei (Women Liberal Democrats) war, war seit 1999 Mitglied der Liberalen Internationale.
Zugleich wurde sie 2002 stellvertretende Sprecherin (Deputy Speaker) des Oberhauses und übte dieses Amt bis 2007 auch. Zugleich war sie während dieser Zeit auch stellvertretende Vorsitzende der Ausschüsse (Deputy Chair of Committees). Nach Beendigung dieser Tätigkeiten war Baroness Thomas zwischen 2007 und 2009 wieder Sprecherin der Fraktion der Liberal Democrats für Frauen und Gleichberechtigung.
Am 21. Oktober 2014 wurde Baroness Thomas of Walliswood ein Leave of Absence gewährt und sie damit von ihrer Mitgliedschaft im House of Lords beurlaubt. Am 18. Mai 2016 schied Thomas of Walliswood gemäß den Regelungen des House of Lords Reform Act 2014 wegen Nichtanwesenheit in einem Zeitraum von mehr als sechs Monaten aus dem House of Lords aus.